# Desmeocraerula subangulata
Desmeocraerula subangulata är en fjärilsart som beskrevs av Sergius G. Kiriakoff 1968. Desmeocraerula subangulata ingår i släktet Desmeocraerula och familjen tandspinnare. Inga underarter finns listade i Catalogue of Life.